# 卡连·杰米尔强
卡连·谢罗博维奇·杰米尔强（1932年4月17日—1999年10月27日），亚美尼亚族，苏联、亚美尼亚政治人物。曾担任亚美尼亚共产党中央第一书记。亚美尼亚独立后，任国民议会议长，但仅上任4个月后就在枪击事件中遇刺身亡，终年67岁。

## 生平
- 1949年-1954年，埃里温理工学院机械系学习。
- 1954年-1955年，列宁格勒某科研机构工程师。1955年加入苏联共产党。
- 1955年-1961年，埃里温电机厂工长、车间主任、厂党委书记等职。1961年毕业于莫斯科苏共中央高等党校。
- 1961年-1966年，埃里温电机厂总工程师、厂长。
- 1966年-1972年，亚美尼亚共产党埃里温市委书记处书记、第一书记。
- 1971年-1974年，亚共中央委员会书记处书记。
- 1974年-1988年，亚共中央第一书记[1]。1988年因反对戈尔巴乔夫改革以及納戈爾諾-卡拉巴赫问题被解除职务。[3][4]
- 1988年-1991年，苏共中央高等党校学习。
- 1991年-1999年，他长期担任电气设备厂总经理，董事会主席。1998年3月重返政坛，参加总统选举，在第二轮获得了40%的选票，不敌前总理罗伯特·科恰良而败选[5]。之后又成立了人民党，与瓦兹根·萨尔基相组成联盟，1999年5月在议会选举中胜出，同年6月当选议长。
- 1999年10月27日，他在议会大厦参加会议时，与总理瓦兹根·萨尔基相等人遭枪杀身亡，终年67岁。10月31日，亚美尼亚为遇刺身亡的总理萨尔基相和议长杰米尔强等人举行了国葬。葬于埃里温科米塔斯先贤祠。[2]

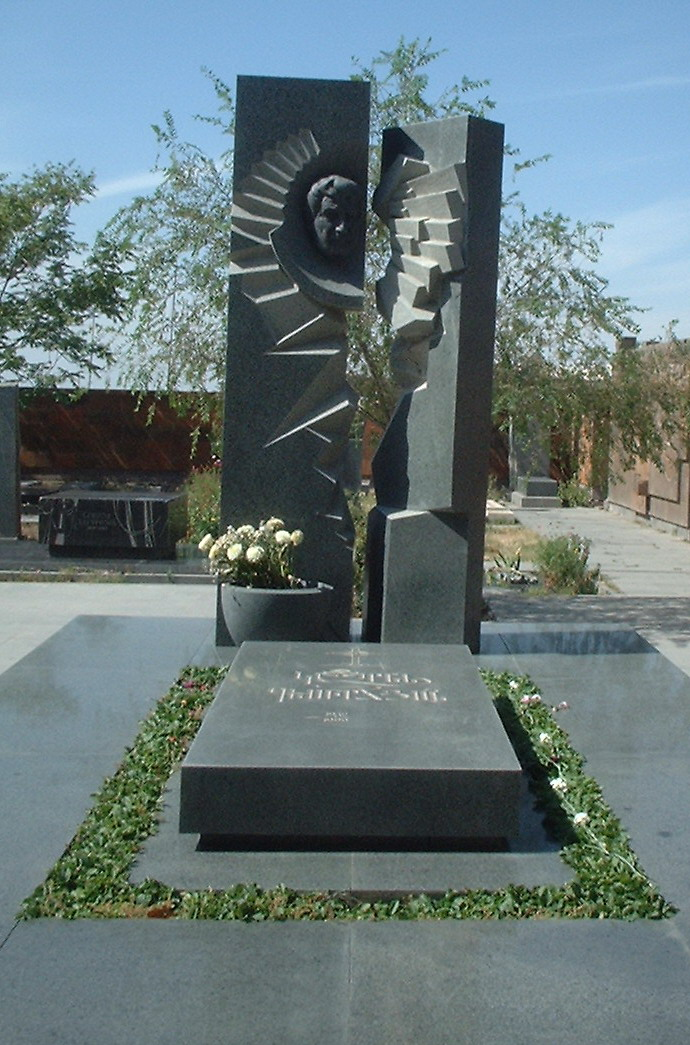
杰米尔强之墓

杰米尔强是苏共25-27大代表，第25-27届中央委员。第9-11届苏联最高苏维埃联盟院代表，第9-11届亚美尼亚苏维埃社会主义共和国最高苏维埃代表。

## 荣誉
- 两次列宁勋章
- 十月革命勋章
- 三次劳动红旗勋章
- 保卫苏联国界有功奖章
- 纪念基辅建城一千五百周年奖章
- 五次苏联国民经济成就展奖章
- 亚美尼亚巴格拉米扬元帅勋章
- 亚美尼亚民族英雄称号（1999年12月追授）

## 纪念
埃里温的一些学校、地铁站、音乐厅等公众场所可以看到杰米尔强的纪念牌匾。埃里温西北郊区种植的一种苹果以杰米尔强命名。